# Lorenzo De Vitto
Lorenzo De Vitto (ur. 13 października 1925 w Sant’Angelo dei Lombardi, zm. 27 kwietnia 1994 w Avellino) – włoski polityk, prawnik i samorządowiec, eurodeputowany III kadencji.

## Życiorys
W 1951 ukończył studia prawnicze na Uniwersytecie w Neapolu. Od 1952 praktykował jako adwokat, specjalizując się w sprawach karnych. Zaangażował się również w działalność polityczną w ramach Chrześcijańskiej Demokracji. Od 1956 był radnym prowincji. W 1970, 1975, 1980 i 1985 wybierany do rady regionalnej Kampanii. Był asesorem w rządzie regionalnym, a także sekretarzem struktur chadecji w Kampanii. W 1989 uzyskał mandat posła do Parlamentu Europejskiego. Był wiceprzewodniczącym Komisji ds. Socjalnych, Zatrudnienia i Środowiska Pracy oraz członkiem grupy chadeckiej. Zmarł wkrótce przed końcem III kadencji Europarlamentu.